# Kłosownica leśna
Kłosownica leśna (Brachypodium sylvaticum) – gatunek roślin należący do rodziny wiechlinowatych. Bywa uprawiana jako roślina ozdobna.

## Zasięg występowania
Występuje naturalnie w całej niemal Europie, Ameryce, północno-zachodniej Afryce i na obszarach Azji o klimacie umiarkowanym. W Polsce jest gatunkiem na ogół rozpowszechnionym, lokalnie rzadkim (np. na północy Mazowsza). 

## Morfologia

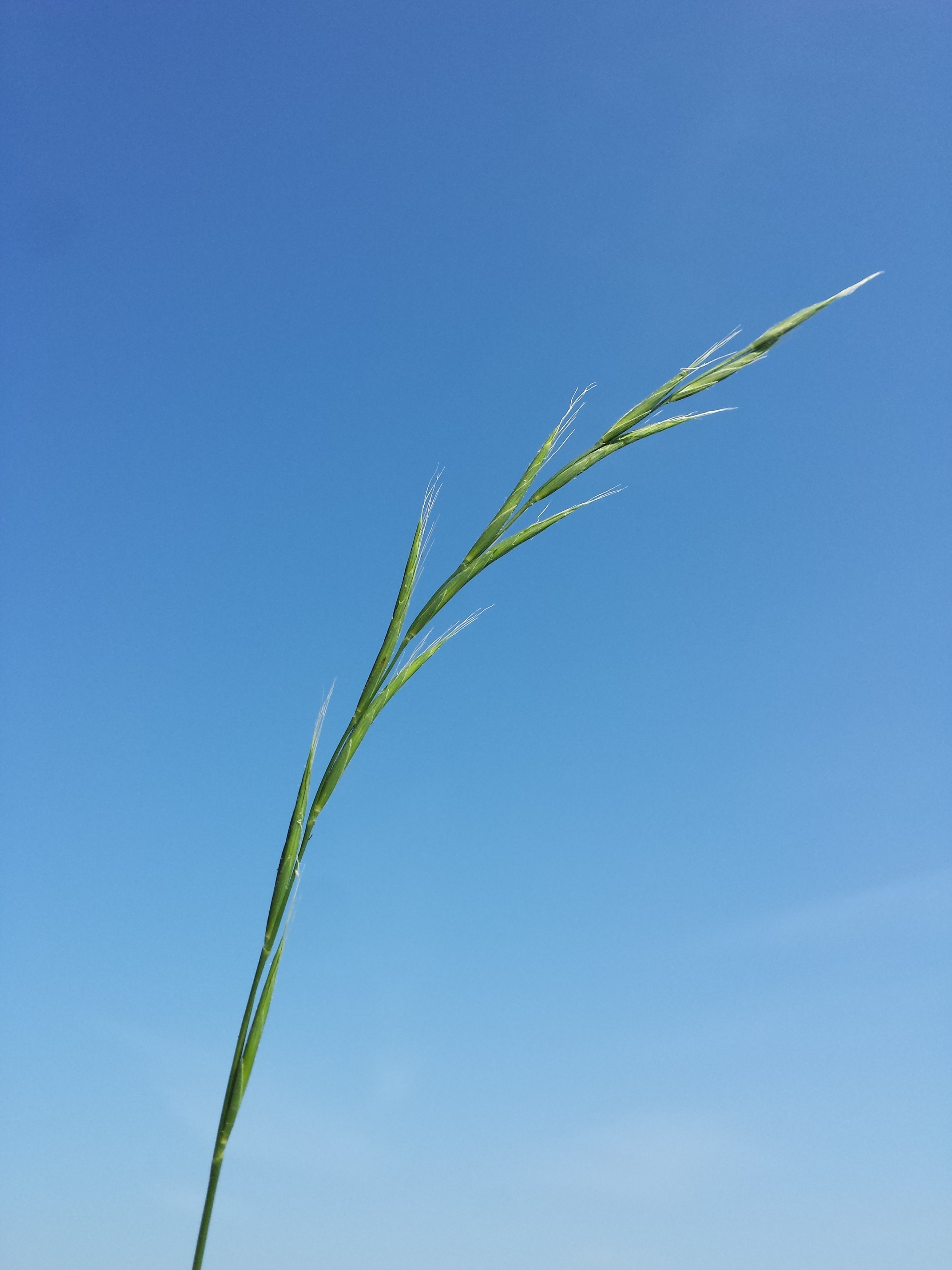
Kwiatostan

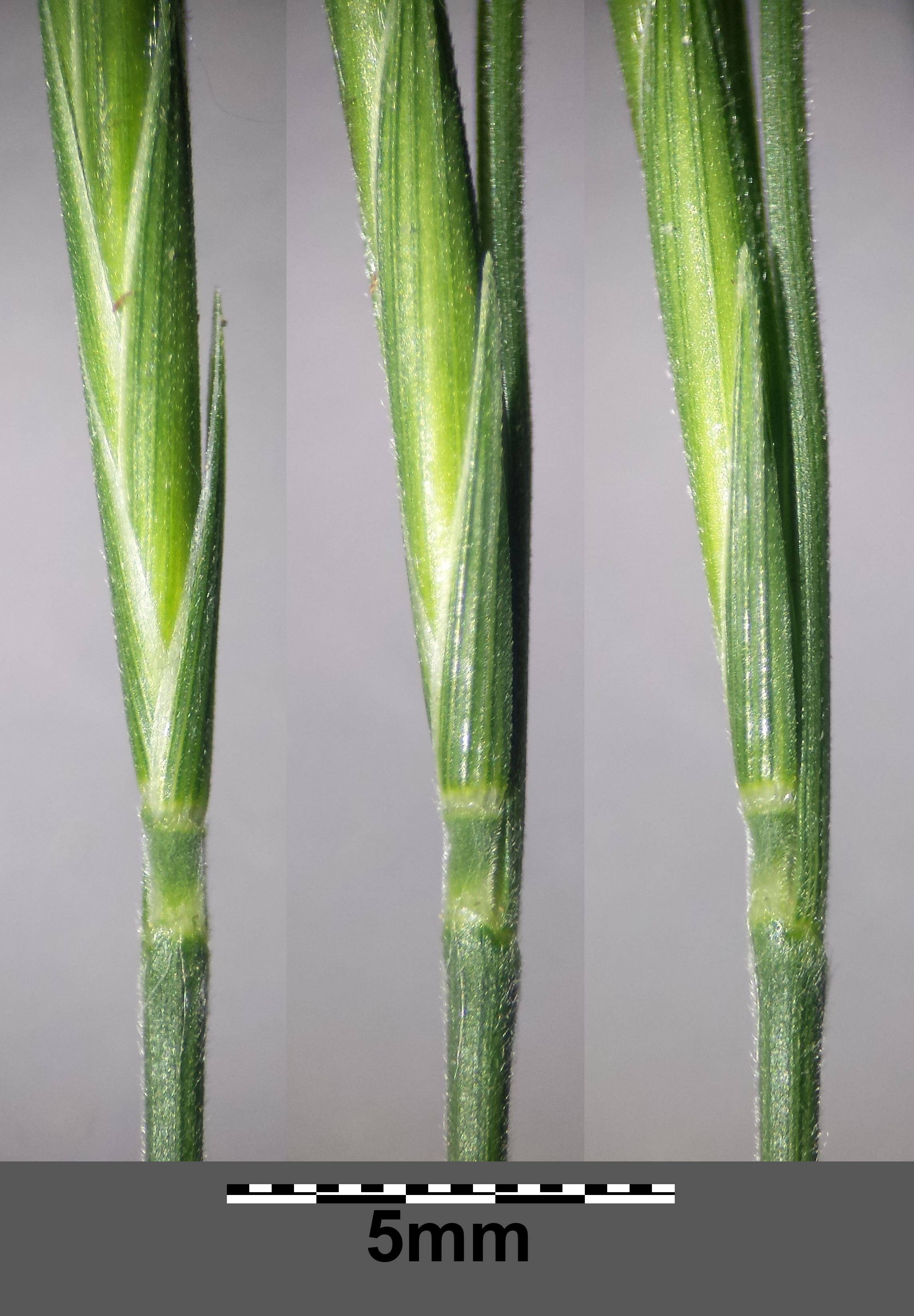
Kłoski osadzone na krótkich szypułkach

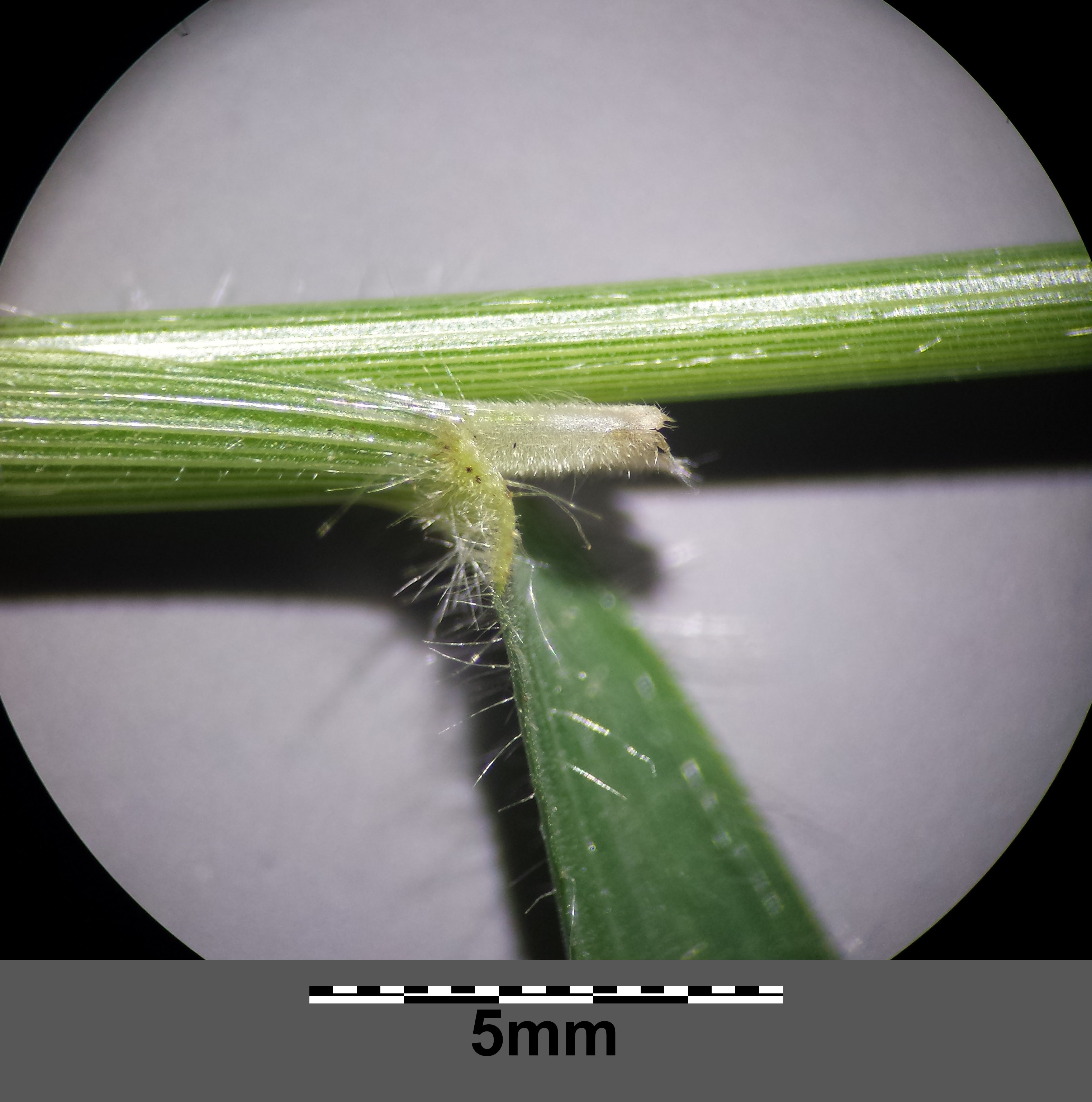
Języczek liściowy

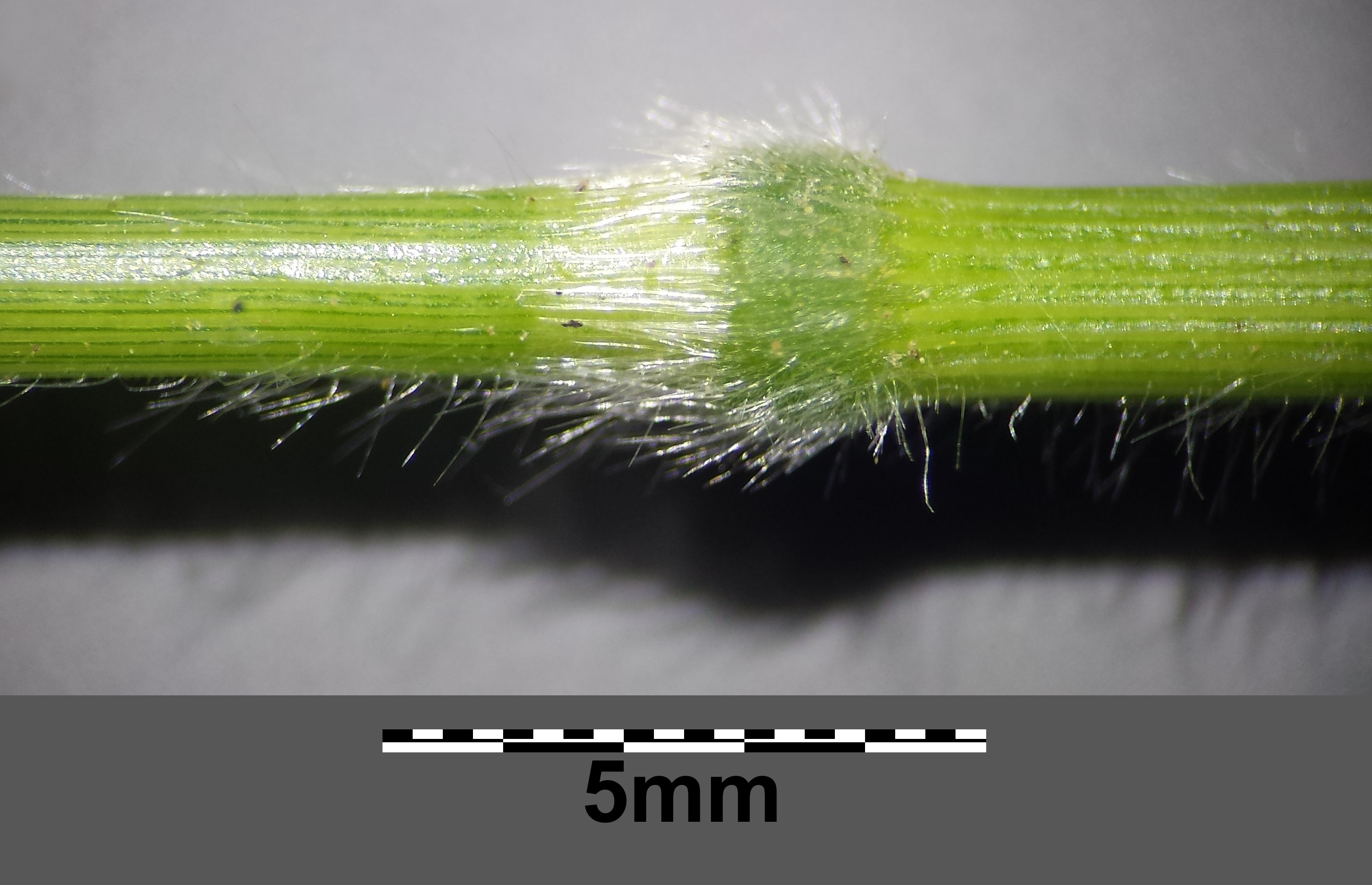
Owłosione kolanko

PokrójWieloletnia trawa kępkowa z wystającymi zielonymi kwiatostanami o bujnych lśniąco ciemnozielonych liściach, niezwykle gęsta, tworzy kępy złożone z wydłużonych liści.
ŁodygaŹdźbło nagie, tylko na kolankach gęsto owłosione, o wysokości 60-100 cm, zawiera od 4 do 5 kolanek.
LiśćBlaszki liściowe ciemnozielone lub żółtozielone o długości do 35 cm i szerokości od 0,7 do 1,5 cm, płaskie, lancetowate, zwężające się ku szczytowi i w kierunku pochwy liściowej, wyraźnie bruzdkowane, delikatnie ząbkowane na brzegach, z dobrze zaznaczonym jasnym nerwem po dolnej stronie, wiotkie, zwieszone, miękko owłosione.
KwiatyKłosokształtne o długości od 15 do 20 cm, kłosy luźne, wyprostowane lub łukowate wierzchołkami zwisające w dół, kłoski  6-15-to kwiatowe o długości do 2,5 cm, wrzecionowate, zwykle owłosione. Kłoski najniższe osadzone na krótkich gałązkach.
NasionoOść plewki dolnej w wyższych kwiatach dłuższa od plewki.

## Biologia i ekologia
RozwójBylina, autotrof, hemikryptofit (pączki zimujące znajdują się na poziomie ziemi). Kwitnie w okresie od lipca do sierpnia. Odporna na niesprzyjające warunki, dobrze znosi cień i mrozy, toleruje niedobór światła. W miejscach prześwietlonych tworzy gęste skupiska w których dominuje, jednak po wyczerpaniu zasobów pokarmowych po 3-4 latach ginie.
SiedliskoRośnie w lasach liściastych (dąbrowy, grądy, buczyny, łęgi) i zaroślach na niżu i w niższych partiach górskich, na stanowiskach półcienistych, na glebach przeciętnie wilgotnych lub wilgotnych, umiarkowanie żyznych lub żyznych, o odczynie obojętnym lub zasadowym, średnio zwięzłych. Preferuje stanowiska umiarkowanie zacienione, umiarkowanie chłodne warunki mikroklimatyczne (zwłaszcza w miejscach zacienionych).
FitosocjologiaW klasyfikacji zbiorowisk roślinnych gatunek charakterystyczny (Ch.) dla klasy (Cl.) środkowoeuropejskie lasy liściaste (Querco-Fagetea). Gatunek wyróżniający (D) dla związku (All.) Alliarion. Gatunek neutralny wobec kontynentalizmu.

## Zmienność
Gatunek zróżnicowany na dwa podgatunki:
- Brachypodium sylvaticum subsp. glaucovirens Murb. - występuje w basenie Morza Śródziemnego
- Brachypodium sylvaticum subsp. sylvaticum - rośnie w całym zasięgu gatunku

## Zastosowanie
Trawa ozdobna, w ogrodnictwie wykorzystywana do nasadzeń naturalistycznych i w pojemnikach, tworzy atrakcyjną zieleń pod drzewami w miejscach zacienionych.